# Bolbitis salicina
Bolbitis salicina là một loài thực vật có mạch trong họ Lomariopsidaceae. Loài này được Ching mô tả khoa học đầu tiên.